# Élections législatives de 1914 en Vaucluse
Les élections législatives de 1914 ont eu lieu les 26 avril et 10 mai.

## Élus
|   | Circonscription | Député sortant                      |  | Groupe parlementaire                | Député élu      |  | Groupe parlementaire                |
| - | --------------- | ----------------------------------- |  | ----------------------------------- | --------------- |  | ----------------------------------- |
| 1 | Apt             | Louis Tissier                       |  | Parti radical et radical-socialiste | Louis Tissier   |  | Parti radical et radical-socialiste |
| 2 | Avignon         | Joseph-Gaston Pouquery de Boisserin |  | Républicains radicaux-socialistes   | Louis Serre     |  | Parti radical et radical-socialiste |
| 3 | Carpentras      | Louis Guichard                      |  | Républicains radicaux-socialistes   | Louis Guichard  |  | Parti radical et radical-socialiste |
| 4 | Orange          | Auguste Lacour                      |  | Gauche démocratique                 | Alexandre Blanc |  | Parti socialiste                    |

## Résultats à l'échelle du département
| Partis         | Partis                                           | Premier tour | Premier tour | Deuxième tour | Deuxième tour | Sièges |
| Partis         | Partis                                           | Voix         | %            | Voix          | %             | Sièges |
| -------------- | ------------------------------------------------ | ------------ | ------------ | ------------- | ------------- | ------ |
|                | Radicaux socialistes                             | 14 099       | 26,07        | 20 344        | 38,79         | 1      |
|                | Parti républicain, radical et radical-socialiste | 12 849       | 23,76        | 11 507        | 21,94         | 2      |
|                | Section française de l'Internationale ouvrière   | 10 892       | 20,14        | 8 838         | 16,85         | 1      |
|                | Parti républicain démocratique                   | 8 402        | 15,54        | 3 331         | 6,35          | 0      |
|                | Gauche démocratique                              | 5 270        | 9,75         | 7 986         | 15,23         | 0      |
|                | PRS                                              | 2 096        | 3,88         |               |               | 0      |
|                | Divers                                           | 466          | 0,86         | 439           | 0,84          | 0      |
|                |                                                  |              |              |               |               |        |
| Inscrits       | Inscrits                                         | 77 415       | 100,00       | 77 434        | 100,00        | 4      |
| Votants        | Votants                                          | 55 228       | 71,34        | 53 988        | 69,72         |        |
| Abstentions    | Abstentions                                      | 22 187       | 28,66        | 23 446        | 30,28         |        |
| Blancs et nuls | Blancs et nuls                                   | 1 154        | 2,09         | 1 543         | 2,86          |        |
| Exprimés       | Exprimés                                         | 54 074       | 97,91        | 52 445        | 97,14         |        |

## Résultats par arrondissement

### Arrondissement d'Apt
| Candidat       | Candidat       | Parti          | Premier tour | Premier tour | Deuxième tour | Deuxième tour |
| Candidat       | Candidat       | Parti          | Voix         | %            | Voix          | %             |
| -------------- | -------------- | -------------- | ------------ | ------------ | ------------- | ------------- |
|                | Louis Tissier  | PRRRS          | 5 023        | 49,16        | 5 997         | 64,02         |
|                | Bourdin        | PRD            | 3 686        | 36,07        | 3 331         | 35,56         |
|                | Budon          | SFIO           | 1 363        | 13,34        | Retrait       | Retrait       |
|                | Divers         | Divers         | 146          | 1,43         | 39            | 0,42          |
|                |                |                |              |              |               |               |
| Inscrits       | Inscrits       | Inscrits       | 13 603       | 100,00       | 13 592        | 100,00        |
| Votants        | Votants        | Votants        | 10 337       | 75,99        | 9 545         | 70,23         |
| Abstention     | Abstention     | Abstention     | 3 266        | 24,01        | 4 047         | 29,77         |
| Blancs et nuls | Blancs et nuls | Blancs et nuls | 119          | 1,15         | 178           | 1,86          |
| Exprimés       | Exprimés       | Exprimés       | 10 218       | 98,85        | 9 367         | 98,14         |

### Arrondissement d'Avignon
| Candidat       | Candidat                            | Parti              | Premier tour | Premier tour | Deuxième tour | Deuxième tour |
| Candidat       | Candidat                            | Parti              | Voix         | %            | Voix          | %             |
| -------------- | ----------------------------------- | ------------------ | ------------ | ------------ | ------------- | ------------- |
|                | Joseph-Gaston Pouquery de Boisserin | Radical socialiste | 7 905        | 43,97        | 10 063        | 49,39         |
|                | Louis Serre                         | Radical socialiste | 6 194        | 34,46        | 10 281        | 50,46         |
|                | Henri Gourdeaux                     | SFIO               | 3 603        | 20,04        | Retrait       | Retrait       |
|                | Divers                              | Divers             | 275          | 1,53         | 29            | 0,14          |
|                |                                     |                    |              |              |               |               |
| Inscrits       | Inscrits                            | Inscrits           | 27 552       | 100,00       | 27 553        | 100,00        |
| Votants        | Votants                             | Votants            | 18 607       | 67,53        | 20 913        | 75,90         |
| Abstention     | Abstention                          | Abstention         | 8 945        | 32,47        | 6 640         | 24,10         |
| Blancs et nuls | Blancs et nuls                      | Blancs et nuls     | 630          | 3,39         | 540           | 2,58          |
| Exprimés       | Exprimés                            | Exprimés           | 17 977       | 96,61        | 20 373        | 97,42         |

### Arrondissement de Carpentras
| Candidat       | Candidat         | Parti          | Premier tour | Premier tour | Deuxième tour | Deuxième tour |
| Candidat       | Candidat         | Parti          | Voix         | %            | Voix          | %             |
| -------------- | ---------------- | -------------- | ------------ | ------------ | ------------- | ------------- |
|                | Louis Guichard   | PRRRS          | 4 086        | 39,75        | 5 510         | 93,74         |
|                | Edouard Daladier | PRD            | 3 056        | 29,73        | Retrait       | Retrait       |
|                | Faujas           | PRD            | 1 660        | 16,15        | Retrait       | Retrait       |
|                | Lussy            | SFIO           | 1 454        | 14,14        | Retrait       | Retrait       |
|                | Divers           | Divers         | 24           | 0,23         | 368           | 6,26          |
|                |                  |                |              |              |               |               |
| Inscrits       | Inscrits         | Inscrits       | 15 463       | 100,00       | 15 466        | 100,00        |
| Votants        | Votants          | Votants        | 10 432       | 67,46        | 6 392         | 41,33         |
| Abstention     | Abstention       | Abstention     | 5 031        | 32,54        | 9 074         | 58,67         |
| Blancs et nuls | Blancs et nuls   | Blancs et nuls | 152          | 1,46         | 514           | 8,04          |
| Exprimés       | Exprimés         | Exprimés       | 10 280       | 98,54        | 5 878         | 91,96         |

### Arrondissement d'Orange
| Candidat       | Candidat        | Parti               | Premier tour | Premier tour | Deuxième tour | Deuxième tour |
| Candidat       | Candidat        | Parti               | Voix         | %            | Voix          | %             |
| -------------- | --------------- | ------------------- | ------------ | ------------ | ------------- | ------------- |
|                | Auguste Lacour  | Gauche démocratique | 5 270        | 33,78        | 7 986         | 47,46         |
|                | Alexandre Blanc | SFIO                | 4 472        | 28,67        | 8 838         | 52,52         |
|                | Douzet          | PRRRS               | 3 740        | 23,98        | Retrait       | Retrait       |
|                | Marius Loque    | PRS                 | 2 096        | 13,44        | Retrait       | Retrait       |
|                | Divers          | Divers              | 21           | 0,13         | 3             | 0,02          |
|                |                 |                     |              |              |               |               |
| Inscrits       | Inscrits        | Inscrits            | 20 797       | 100,00       | 20 823        | 100,00        |
| Votants        | Votants         | Votants             | 15 852       | 76,22        | 17 138        | 82,30         |
| Abstention     | Abstention      | Abstention          | 4 945        | 23,78        | 3 685         | 17,70         |
| Blancs et nuls | Blancs et nuls  | Blancs et nuls      | 253          | 1,60         | 311           | 1,81          |
| Exprimés       | Exprimés        | Exprimés            | 15 599       | 98,40        | 16 827        | 98,19         |